# Авіаудар по лікарні в місті Кундуз
3 жовтня 2015 року літак Повітряних сил США AC-130U здійснив авіаудар по лікарні міжнародної організації «Лікарі без кордонів» в місті Кундуз, Афганістан. Як повідомляється, щонайменше 42 людини загинуло і понад 30 отримали поранення.
«Лікарі без кордонів» заявили, що під час бомбардування у госпіталі перебувало 105 пацієнтів і понад 80 зарубіжних та афганських медиків. Представники організації назвали авіаналіт на лікарню воєнним злочином і вимагали, щоб розслідування проводила Міжнародна гуманітарна комісія зі встановлення фактів, оскільки організація не може покладатися на розслідування, яке проведе США, НАТО або афганські військові.
Генерал Джон Кемпбелл, який командував на той час американськими військами в Афганістані повідомив, що 3 жовтня Збройні сили Афганістану повідомили про вогонь супротивника і попросили військових США про підтримку з повітря. За словами Кемпбелла, американські військові не могли здійснити наліт на лікарню навмисно, він пообіцяв ретельне та прозоре розслідування авіаударів.
США запропонували грошові компенсації сім'ям жертв бомбардування, а президент США Барак Обама приніс персональні вибачення та висловив співчуття через авіаудар по шпиталю під час спілкування з Джоаною Лью, яка очолює організацію «Лікарі без кордонів» та, пізніше, з президентом Афганістану Ашрафом Гані.
Було розпочато три розслідування — від НАТО, об'єднаної американсько-афганської слідчої групи та Міністерства оборони США. За результатами розслідування Міністерства оборони до дисциплінарної відповідальності притягнули 16 військовослужбовців армії США.

## Передумови
Кундуз — центр однойменної провінції на півночі Афганістану. Місто має важливе стратегічне значення. 2001 року за нього тривали запеклі бої між військами НАТО і талібами, які, врешті-решт, зазнали поразки. 28 вересня 2015-го таліби знову захопили місто, відтіснивши військові сили Афганістану. Після прибуття підкріплення афганська армія разом з повітряною підтримкою США розпочала наступальну операцію задля відновлення контролю над містом. Після кількох днів боїв афганські війська заявили, що повернули місто. Однак бойові дії продовжувались і 3 жовтня військовий літак США здійснив авіаудар по шпиталю «Лікарів без кордонів», внаслідок чого загинули його співробітники та пацієнти.
Організація «Лікарі без кордонів» заздалегідь попереджала обидві сторони конфлікту про розташування свого госпіталю. Ще 29 вересня представники організації зв'язувались з американськими військовими для підтвердження точних координат лікарні. За два дні до нападу один з радників Об'єднаного комітету начальників штабів США надіслав електронний лист до «Лікарів без кордонів», запитуючи, чи не знаходяться в закладі бойовики «Талібану».

## Підтвердження
Речник Міністерства внутрішніх справ Афганістану Седік Седікі 3 жовтня підтвердив авіаудар, повідомивши, що «10-15 терористів переховувались в лікарні» і підтвердивши смерті серед працівників закладу. Міністерство оборони Афганістану та представник начальника поліції міста Кундуз також повідомили, що на момент нападу бійці «Талібану» переховувались в шпиталі, останній стверджував, що вони використовували будівлю як живий щит.

## Жертви
До 12 грудня 2015 року в звітах публікувались різні дані про кількість загиблих. 12 грудня організація «Лікарі без кордонів» опублікувала новий звіт після закінчення розслідування, що включало, зокрема, прочісування завалів лікарні та опитування членів родин зниклих жертв. За їхніми даними, показник кількості смертей становить «щонайменше 42 людини», у тому числі 14 співробітників, 24 пацієнти та 4 родичі пацієнтів.

## Результати розслідування
Розслідування інциденту Пентагоном тривало понад 6 місяців. За його результатами до дисциплінарної відповідальності притягнули 16 військовослужбовців армії США. Жоден військовий не був притягнутий до кримінальної відповідальності. Один з офіцерів був відсторонений від служби і відкликаний з Афганістану. Решта отримали менш суворі покарання: з шістьома винними були проведені індивідуальні попереджувальні бесіди, семеро отримали догани, двоє були відправлені на курси підвищення кваліфікації.